# Estación Bielorrusia
Белорусский вокзал (pronunciado Bielorusski vokzal en latinización del ruso y traducida como  Estación Bielorrusia  en español) es una película estrenada el año 1971 en Rusia y a nivel global en 1972: dirigida por Andréi Smirnov, la protagonizan Yevgueni Leónov y Nina Úrgant.

## Trama
Cuatro antiguos compañeros soldados se separan en la estación de tren Belorusski en el verano de 1945. Y tras 25 años sin verse, se encuentran en el entierro de su otro camarada en Moscú. Empiezan a recordar todo lo sucedido en la Gran Guerra Patria. 
Y así, cuatro amigos, uno de cuales ahora es director de una fábrica, otro es jefe de contabilidad de otra, un periodista de Kaliningrado y un simple cerrajero, constantemente distraídos por sus cosas y problemas cotidianos, deambulan por Moscú en busca de un lugar para sentarse y hablar tranquilamente. Al encontrarse en diferentes situaciones, los protagonistas de la película recuerdan su amistad, muestran rasgos profundos de carácter y, a pesar de los años pasados, siguen siendo leales a la amistad de primera línea.
La película muestra vívidamente el contraste entre los sentimientos y pensamientos de los soldados de primera línea y sus contemporáneos más jóvenes. La pauta moral de los personajes es la imagen de su difunto comandante, presente durante toda la película de manera invisible. La película de Andréi Smirnov, en la que no hay una sola escena de batalla y los disparos se escuchan solo en el cementerio durante los honores fúnebres, es reconocida unánimemente como una de las mejores obras sobre la Gran Guerra Patria.
La canción Nos hace falta una victoria, que en la película interpretan los protagonistas acompañados de una guitarra, fue escrita por Bulat Okudzhava para la película. Pero los veteranos de la guerra a menudo la cantan como si fuera de la época. La versión orquestal de la canción, que en el film es ejecutada por una banda de viento, es obra de Alfred Schnittke.

## Reparto
- Yevgueni Leónov - Iván
- Nina Úrgant - Raya
- Anatoli Papánov – Nikolái
- Vsévolod Safónov - Alekséi
- Alekséi Glazyrin – Víktor